# Мадам де Ламбаль
Мари́я-Тере́за-Луи́за Саво́йская, принцесса де Ламба́ль (фр. Marie Louise Thérèse de Savoie, princesse de Lamballe; 8 сентября 1749[…], Палаццо Кариньяно, Сардинское королевство — 3 сентября 1792[…], Париж) — французская аристократка, подруга королевы Марии-Антуанетты.

## Биография
Родителями принцессы были Луи-Виктор Савойский, принц Кариньяно и Кристина-Генриетта Гессенская. В 1767 году Мария была выдана замуж за члена французского королевского дома Луи-Александра де Бурбона, принца де Ламбаля (правнука Людовика XIV). Брак оказался неудачным: через полгода после свадьбы принц умер от венерической болезни. Детей у Марии не было, и она осталась жить в семье свёкра, герцога де Пентьевра. В 1770 году принцесса познакомилась с Марией-Антуанеттой, и вскоре они подружились. В 1775 году она была назначена управительницей дома королевы. Однако постепенно благочестивая Мария-Тереза стала менее близка Марии-Антуанетте, и её заменила Иоланда де Полиньяк.
Во время Революции принцесса де Ламбаль продолжала жить с королевской семьёй в Тюильри. После возвращения короля и королевы из Варенна она вновь взяла на себя обязанности при дворе. После событий 10 августа 1792 года король и королева были заключены в Тампль; принцесса де Ламбаль оказалась в тюрьме Лафорс. Во время сентябрьских убийств её заставляли поклясться, что она любит свободу и равенство и ненавидит короля, королеву и королевскую власть. Она согласилась произнести первую клятву, но от второй отказалась. Тогда её растерзали на части, надели голову и сердце на пики и так прошли под окнами Тампля, где находилось в заключении королевское семейство.
Спустя десять лет племянник и официальный наследник принцессы, принц Карл Эммануил Савойский-Кариньянский почти повторил судьбу своей родственницы. Вывезенный осенью 1799 из Турина (столицы бывшего Сардинского королевства), он был заключён в особую парижскую тюрьму Консьержери, а затем переведён под домашний арест, где и скончался (скоропостижно) 16 августа 1800 года, немного не дожив до возраста тридцати лет.

## Образ в культуре

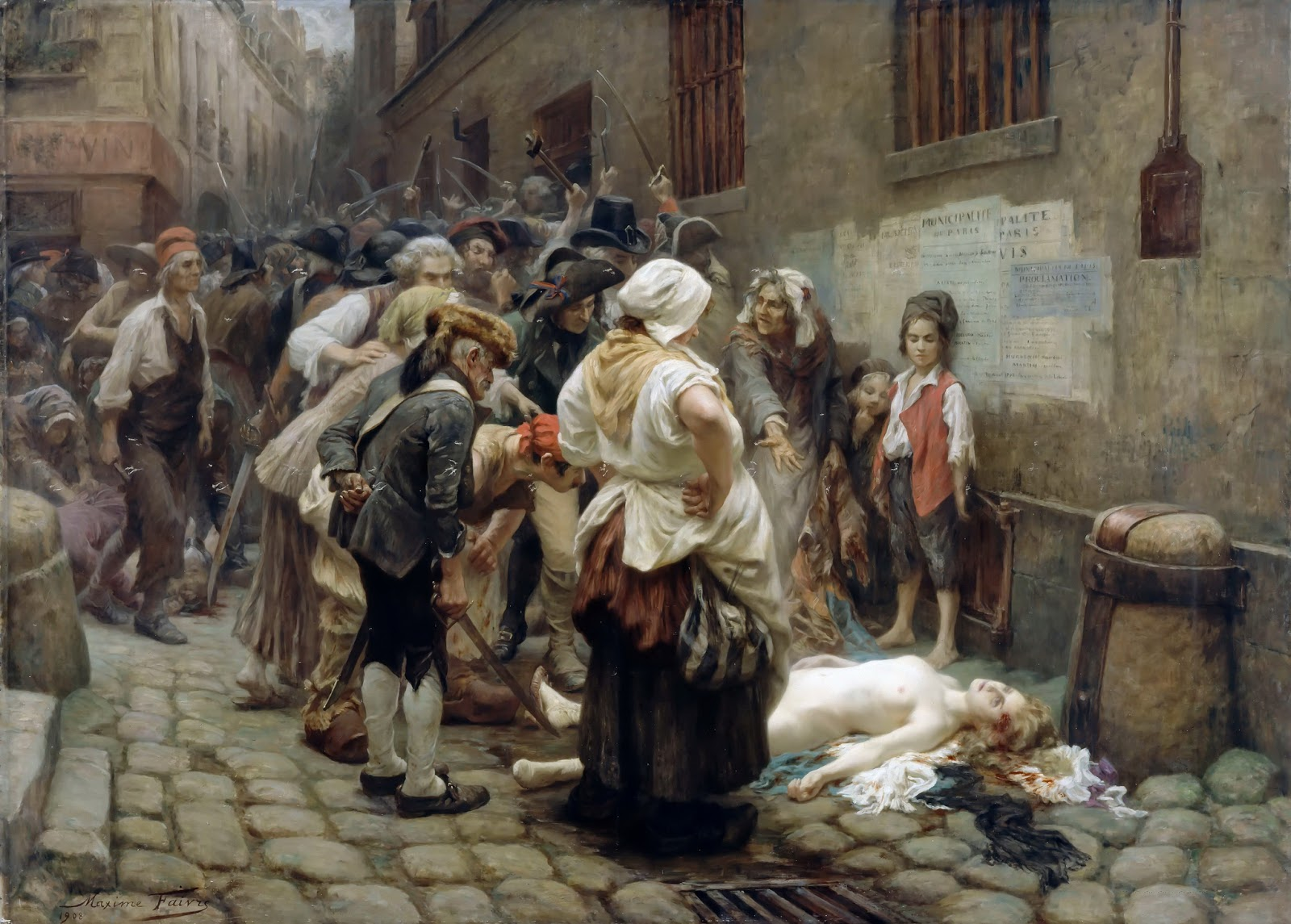
Леон-Максим Февр. Смерть принцессы де Ламбаль. 1908

### В литературе
- Принцессе де Ламбаль посвящён сонет Д. Кардуччи из цикла «Ça ira».
- М. А. Волошин посвятил ей стихотворение «Голова madame de Lamballe» (1906), на которое впоследствии написал музыку Александр Вертинский.
- Принцесса де Ламбаль фигурирует в «Поэме без героя» Анны Ахматовой.
- Мадам де Ламбаль упоминается в стихотворении Ю. М. Кублановского «Заменяли Всевышнего ересью».
- Принцесса де Ламбаль упоминается в романе Стефана Цвейга «Мария Антуанетта»
- Упоминается в романе Александра Дюма-отца «Графиня де Шарни».
- Упоминается в «Записках путешественника» Карамзина (1794)

### В кино
- «Мария-Антуанетта» (1938) роль принцессы де Ламбаль исполнила Анита Луиз.
- «Мария-Антуанетта» (2006) Софии Копполы, принцессу сыграла молодая актриса Мэри Найи.
- «Французская революция» (1989, Франция, Италия, ФРГ, Великобритания, Канада). Режиссёры: Робер Энрико, Ричард Т. Хеффрон. Исполняющая роль: Габриэль Лазюр.